# Polyphylla decemlineata
Espèce
Polyphylla decemlineata est une espèce d'insectes coléoptères de la famille des Scarabaeidae (anciennement des Melolonthidae), sous-famille des Melolonthinae, tribu des Melolonthini, sous-tribu des Melolonthina et du genre Polyphylla.

## Historique et dénomination
L'espèce Polyphylla decemlineata a été décrite par l’entomologiste américain Thomas Say en 1823.

### Synonymie[1]
- Polyphylla castanea Casey, 1914
- Polyphylla comstockiana von Bloeker, 1939
- Polyphylla laticauda Casey, 1914
- Polyphylla matrona Casey, 1914
- Polyphylla oregona Casey, 1914
- Polyphylla parilis Casey, 1914
- Polyphylla potosiana Casey, 1914
- Polyphylla reducta Casey, 1914
- Polyphylla ruficollis Casey, 1914
- Polyphylla squamotecta Casey, 1914

### Nom vernaculaire
Il se nomme ten-lined June beetle en anglais.

## Description

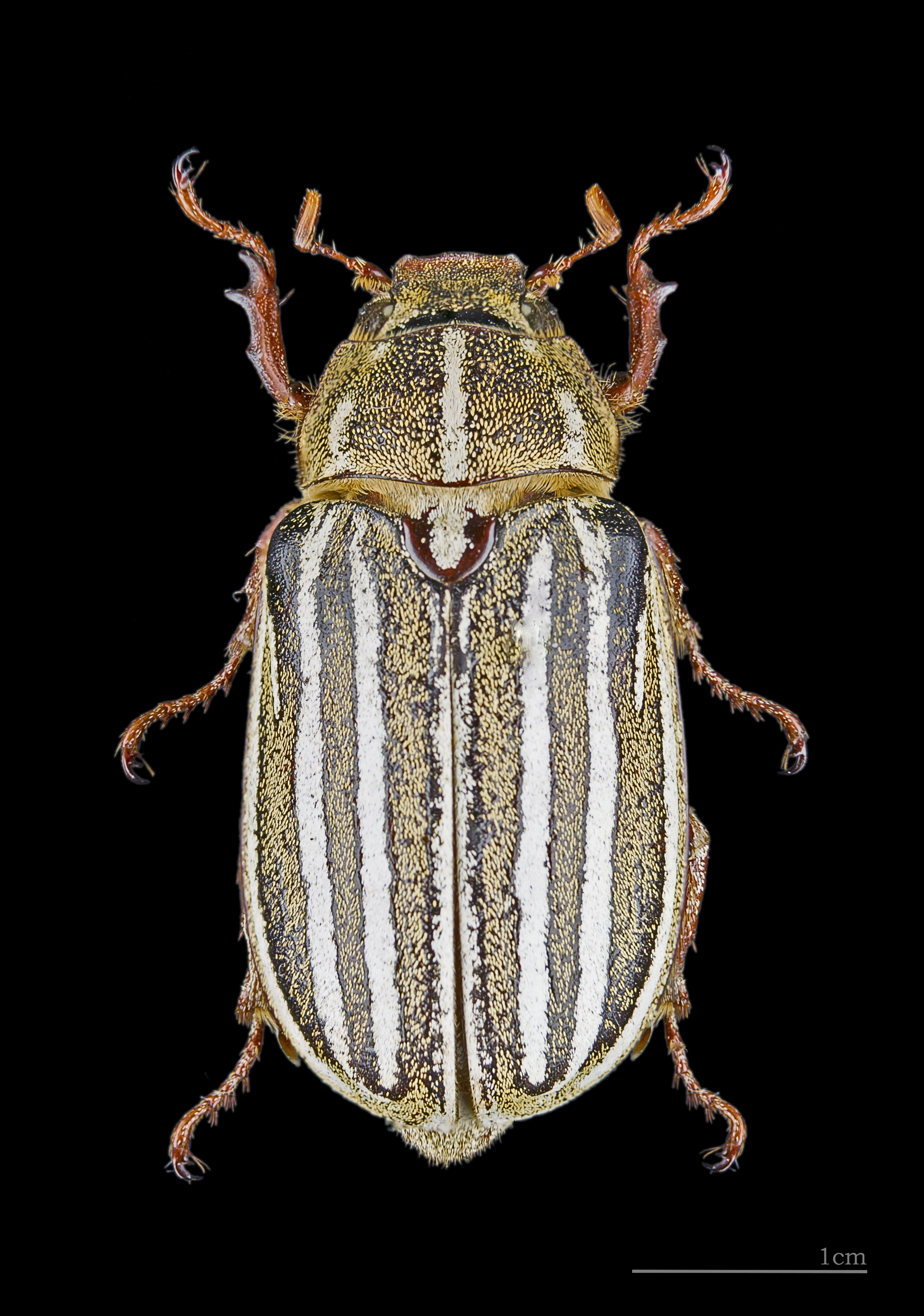
Face dorsale ♀ - Muséum de Toulouse
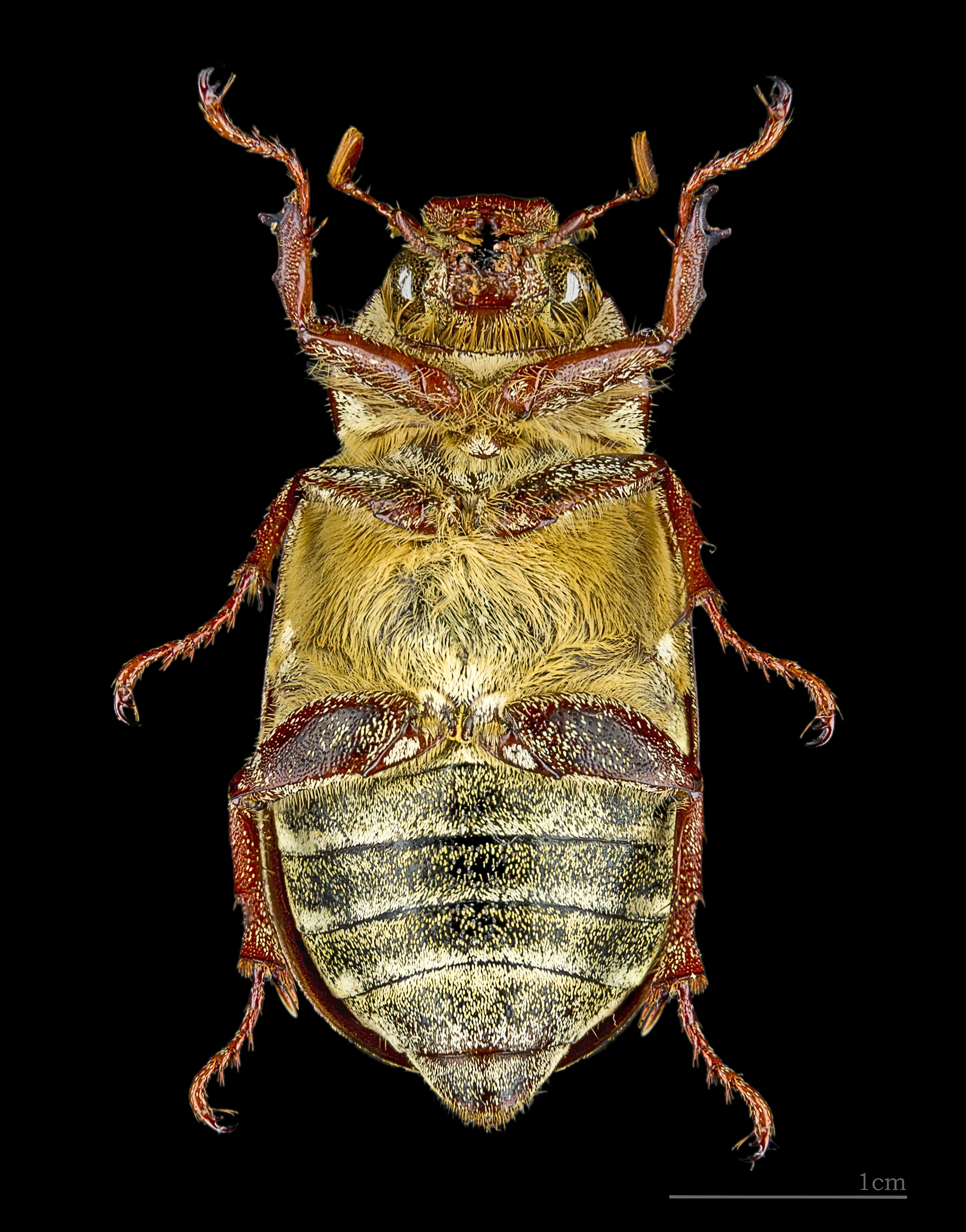
Face ventrale ♀ - Muséum de Toulouse

## Répartition
Il vit dans l'ouest des États-Unis et au Canada.

## Biologie
Les adultes sont attirés par la lumière et se nourrissent sur le feuillage, sans endommager les plantes. Quand on les perturbe, ils peuvent émettre un sifflement qui peut ressembler à celui d'une chauve-souris.